# Padre nuestro (película de 1925)
Padre nuestro es una película sin sonido coproducción de Argentina y España filmada en blanco y negro dirigida por Julio Irigoyen estrenada en 1925, que probablemente se basó en el tango homónimo que lleva letra de  Alberto Vacarezza y música de Enrique Pedro Delfino que se había estrenado en 1923.

## El tango Padre nuestro
El tango Padre nuestro fue estrenado en 1923 y grabado el mismo año por Carlos Gardel. En una fiesta familiar a la que habría ido con Delia Rodríguez, que en ese momento era una conocida cantante, se encontraba Enrique Pedro Delfino acompañando en el piano a todo concurrente que se animara a cantar. Lo hizo Maizani y tal impresión causó en el pianista que la presentó al empresario teatral Pascual Carcavallo que a su vez la escuchó y la contrató. Debutó en el teatro Nacional el 27 de julio de 1923 en el sainete A mí no me hablen de penas de Alberto Vacarezza; no tenía letra, solamente cantaba el tango Padre nuestro compuesto especialmente para ella por Enrique Pedro Delfino y Vacarezza acompañada por la orquesta de Salvador Merino y lo hizo con tanto éxito que la noche del estreno el público lo hizo repetir cinco veces.

## Coproducción
El filme, que tiene escenas filmadas en Argentina y en España, está protagonizado por la actriz argentina Susana Alvear y el actor español Jaime Devesa.
La coproductora Buenos Aires Film, era una empresa dirigida por Julio Irigoyen que se caracterizaba por producir filmes clase “C” de muy bajo presupuesto y poca calidad artística, que en general eran historias con los  personajes característicos de la ciudad: guapos prostitutas, cantores de tango, jugadores en oscuros cafetines, hipódromos y salones aristocráticos. La mayoría eran películas de gauchos o típicamente porteñas, con tango o con canciones de tierra adentro. Es dificultoso acceder a información sobre esas películas, en primer lugar porque una parte no se estrenó en Buenos Aires sino en las provincias del interior de Argentina y también en otros países de América Latina, en segundo término porque Irigoyen no conservaba los negativos y en tercer lugar por el escaso interés que tenía por ellas la prensa especializada. Jorge Finkielman dice que:

"La deficiente actuación, dirección, producción y fotografía estaban al mismo nivel que se encuentran en otras películas estrenadas en la época tanto por este como por otros productores"